# Linguatec
Linguatec Sprachtechnologien GmbH es uno de los principales distribuidores de tecnología lingüística del mercado y se ha especializado en los ámbitos de la traducción automática, la síntesis de voz y el reconocimiento automático de voz. Linguatec fue creado en Múnich el 1996 y tiene su sede en Pasing.

Linguatec se conoce principalmente por ofrecer gratuitamente servicios en línea; así por ejemplo, gestiona el diccionario LinguaDict y el traductor de textos PT Online.

Gracias a sus novedosos productos, Linguatec ya ha recibido numerosas distinciones, entre ellas el Premio europeo de las tecnologías de la sociedad de la información (European ICT Prize) tres veces. Desde 1995 se viene adjudicando este premio al desarrollo de productos especialmente innovadores en el campo de las tecnologías de la información.

En su página web puede dar un gran paso en cuanto a la accesibilidad web. Con el servicio en línea Voice Reader Web, se puede escuchar en los respectivos idiomas la información ofrecida sobre la síntesis de voz que suena relativamente natural.

## Ámbitos principales
- Traducción automática

Personal Translator (siete combinaciones de idiomas) está disponible en diferentes versiones que van desde el "uso doméstico" hasta el uso empresarial y profesional por la intranet. Se ofrecen adicionalmente diccionarios especializados para ampliar el vocabulario estándar.
- Síntesis de voz

El programa de síntesis de voz Voice Reader puede leer de manera relativamente natural en doce idiomas: alemán, inglés británico, inglés americano, francés, francés canadiense, castellano, español mexicano, italiano, neerlandés, portugués, checo y chino.
- Reconocimiento automático de voz

Voice Pro está basado en la tecnología ViaVoice de IBM. Existe un software especial para médicos y abogados.

## Patente
- 2005 Notificación de patente para una nueva tecnología híbrido desarrollada que aplica las redes de inteligencia neuronal a la traducción automática.

## Distinciones
- 2004 European IT Prize para Beyond Babel
- 2004 Ganador del sello de calidad Stiftung Warentest alemán – Mejor reconocimiento automático de voz
- 1998 European IT Prize – Reconocimiento automático de voz aplicado
- 1996 European IT Prize – Traducción automática

## Estudios
- 2005 Universidad de Ratisbona: test de usuarios de Voice Reader
- 2002 Fraunhofer Institut de Economía Laboral y Organización IAO: Test de usuarios de Eficacia de la traducción automática